# Codes and Keys
Albums de Death Cab for Cutie
Narrow Stairs
(2008)
Codes and Keys est le septième album studio du groupe Death Cab for Cutie, sorti le 31 mai 2011.
Contrairement au premier album, Benjamin Gibbard et Nick Harmer ont considéré celui-ci comme étant moins centré sur les guitares qu'à l'habitude.

## Pistes
1. Home Is a Fire
2. Codes And Keys
3. Some Boys
4. Doors Unlocked and Open
5. You Are a Tourist
6. Unobstructed Views
7. Monday Morning
8. Portable Television
9. Underneath the Sycamore
10. St. Peter’s Cathedral
11. Stay Young, Go Dancing